# 達德拉-納加爾哈維利和達曼-第烏
達德拉-納加爾哈維利和達曼-第烏（DNHDD；印地語: दादरा एवं नगर हवेली एवं दमन और दीव，古吉拉特語: દાદરા અને નગર હવેલી અને દમણ અને દીવ，英語: Dadra and Nagar Haveli and Daman and Diu）是印度的一個聯邦屬地，它是由达德拉-纳加尔哈维利和达曼-第乌合併而成。领土由四个独立的地理实体组成：达德拉、纳加尔·哈维利、达曼和第乌岛。

## 歷史
達曼-第烏從16世紀開始由葡萄牙管理，直到1961年被印度吞併。達德拉-納加爾哈維利在1818年之間一直由葡萄牙管理，直到1954年親印度部隊將其佔領，並於1961年正式併入印度。康乃馨革命後，葡萄牙於1974年正式承認印度對上述兩地區的主權。
達曼-第烏在1962年至1987年之間為果阿·達曼和迪烏聯邦屬地的一部分。1987年果阿建邦後，改設達曼-第烏聯邦屬地。達德拉-納加爾哈維利在1961年成為聯邦屬地之前，實際上是一個實質上獨立的達德拉-納加爾哈維利自由邦（Free Dadra and Nagar Haveli）。
2019年7月，印度政府提議將兩個聯邦屬地合併為一個聯邦屬地，以減少服務重複和降低行政成本。為此目的製定的立法，即《2019年達德拉-納加爾哈維利和達曼-第烏 (聯邦屬地合併) 法》，於2019年11月26日提交印度議會，並由印度總統於2019年12月9日批准。

## 地理

達德拉-納加爾哈維利（綠色），達曼（棕色），第烏（粉色）

達德拉-納加爾哈維利和達曼-第烏由印度西部的四個不同區域組成。達德拉是古吉拉特邦內的一個小飛地。納加爾哈維利是一個C形飛地，位於古吉拉特邦和馬哈拉施特拉邦之間，其中包含一個圍繞馬格瓦爾村莊的古吉拉特邦反飛地。
達曼是古吉拉特邦海岸上的一塊飛地，第烏是古吉拉特邦海岸外的一個小島。

## 行政區劃
- 達德拉-納加爾哈維利
- 達曼縣
- 第烏縣

## 参見
- 葡屬印度

## 外部連結
- Dadra and Nagar Haveli and Daman and Diu Administration in Dadra and Nagar Haveli
- Dadra and Nagar Haveli and Daman and Diu Administration in Daman and Diu （页面存档备份，存于）